# Ceyloni oroszlán
A ceyloni oroszlán (Panthera leo sinhayeus) az oroszlán (Panthera leo) egy kihalt alfaja.

## Elterjedése
Srí Lanka szigetén élt, és feltehetően a csúcsragadozó lehetett. Szórványos maradványai alapján 1938-ban írták le.

## Kihalása
Feltehetőleg 37 000 éve, a Würm-glaciális (utolsó hideg maximum) idején halt ki, miután az első emberek betelepültek Srí Lankára.